# Bert Savoy
Bert Savoy (Boston, 1876 o 1888-Longbeach, 26 de junio de 1923), nacido Everett Mckenzie, fue un artista estadounidense que se especializó en el travestismo en actos de vodevil.    

## Trayectoria
Sus actos cómicos contribuyeron a la cultura popular con frases como "Me matas" y "No sabes ni la mitad". A menudo se asoció con Jay Brennan en Broadway. Playbill enumera a Savoy y Brennan apareciendo en Broadway en Miss 1917, Ziegfield Follies 1918, The Greenwich Village Follies of 1920 y The Greenwich Village Follies of 1922. Los gestos como drag queen de Savoy fueron una inspiración para Mae West. 
Aunque el transformismo había sido desde siempre una parte importante del vodevil, no era realizado ni percibido como "gay" hasta la aparición de Savoy, que era puro camp, exuberante y escandaloso, tanto en el escenario como fuera de él. Savoy era una especie de rival del más famoso Julian Eltinge, y su estrella estaba en ascenso cuando fue alcanzado y muerto por un rayo mientras estaba en la playa en Long Island, Nueva York.
Savoy fue el tema de una pintura abstracta de Charles Demuth, parte de una serie de obras abstractas, "retratos en cartel" de amigos y conocidos del artista, siendo el más famoso I Saw the Figure 5 in Gold. La pintura Calla Lilies (Bert Savoy) hace referencias codificadas a la vida y muerte de Savoy: la ola, la concha y las calas a su muerte, pero esas flores también tienen un simbolismo bien conocido que representa orientaciones sexuales, como bisexualidad y homosexualidad.